# Cudahy (California)
Cudahy, fundada en 1960, es una ciudad ubicada en el condado de Los Ángeles en el estado estadounidense de California. En el año 2010 tenía una población de 26.029 habitantes y una densidad poblacional de 8.975,52 personas por km².

## Geografía
Según la Oficina del Censo, la ciudad tiene un área total de 2,9 km² (1,1 mi²), de la cual 2,9 km² (1,1 mi²) es tierra y 0 km² (0 mi²) (0%) es agua.

### Localidades adyacentes
El siguiente diagrama muestra a las localidades en un radio de 8 kilómetros (5 mi) de Cudahy.

## Demografía
Según la Oficina del Censo en 2000 los ingresos medios por hogar en la localidad eran de $29,040, y los ingresos medios por familia eran $28,833. Los hombres tenían unos ingresos medios de $19,149 frente a los $16,042 para las mujeres. La renta per cápita para la localidad era de $8,688. Alrededor del 28.3% de la población estaban por debajo del umbral de pobreza.

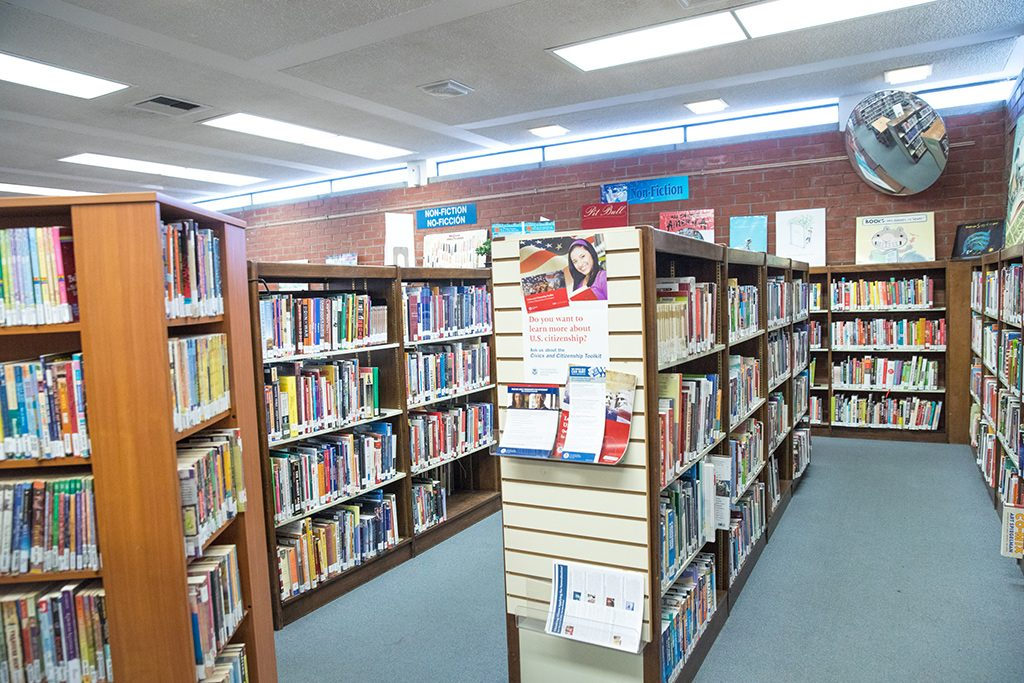
Biblioteca de Cudahy.

## Educación
El Distrito Escolar Unificado de Los Ángeles gestiona escuelas públicas.
La Biblioteca Pública del Condado de Los Ángeles gestiona la Cudahy Library.